# Mesenet
A la mitologia egípcia antiga, Mesenet (també coneguda com Meskhenet, Meskhent o Meshkent) era la deessa dels parts i la creadora del Ka (intel·ligència) de cada infant. El ka era una part de la seva ànima, que la deessa insuflava al nadó en el moment del naixement. Va ser adorada des dels primers temps pels egipcis. Se la considerava muller d'Herishef i de Shai. A Egipte fou venerada, principalment, a les ciutats de Memfis i Heracleopolis Magna, com un avatar de la deessa lunar Isis.

## A la mitologia
A l'antic Egipte, les dones donaven a llum els nadons ajupides sobre un parell de maons, coneguts com a "maons del naixement", i Mesenet era la deessa associada a aquesta modalitat de part. En conseqüència, a les representacions, de vegades se la representava com un maó amb un cap de dona o, en altres casos, com una dona amb un úter simbòlic de vaca damunt del cap.
Com que va era la responsable de crear el Ka dels infants a l'uter mateix de la mare, se la va associar amb el naixement i el destí. Així, de vegades se la considerava emparellada amb el déu Shai, un déu del destí. També era considerada la protectora de les mares.
També es creia que havia dissenyat els fonaments de l'univers i del mític turó primigeni damunt del qual es va construir el món; és per aquest motiu que també se li consagravel els fonaments dels edificis sagrats o religiosos de l'antic Egipte.
Meskhenet o Mesenet ocupa un lloc destacat al darrer dels contes populars que trobem al Papir Westcar. La història explica el naixement d'Userkaf, Sahure i Neferirkare Kakai, els tres primers reis de la V dinastia d'Egipte, que a la història s'explica que són tres bessons. Just després de néixer cada nen, apareix Mesenet i profetitza que es convertirà en rei d'Egipte.
Al sepulcre conegut com a Cambra de les dues veritats, apareix acompanyant al difunt i explicant la seva vida davant els deus, al Judici d'Osiris.

## Galeria

Mesenet representada com un "maó del naixement".
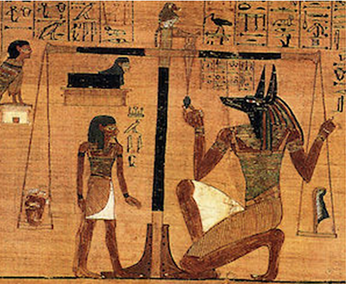
Mesenet representada com un "maó del naixement" alPesatge del cor, alpapir d'Ani.
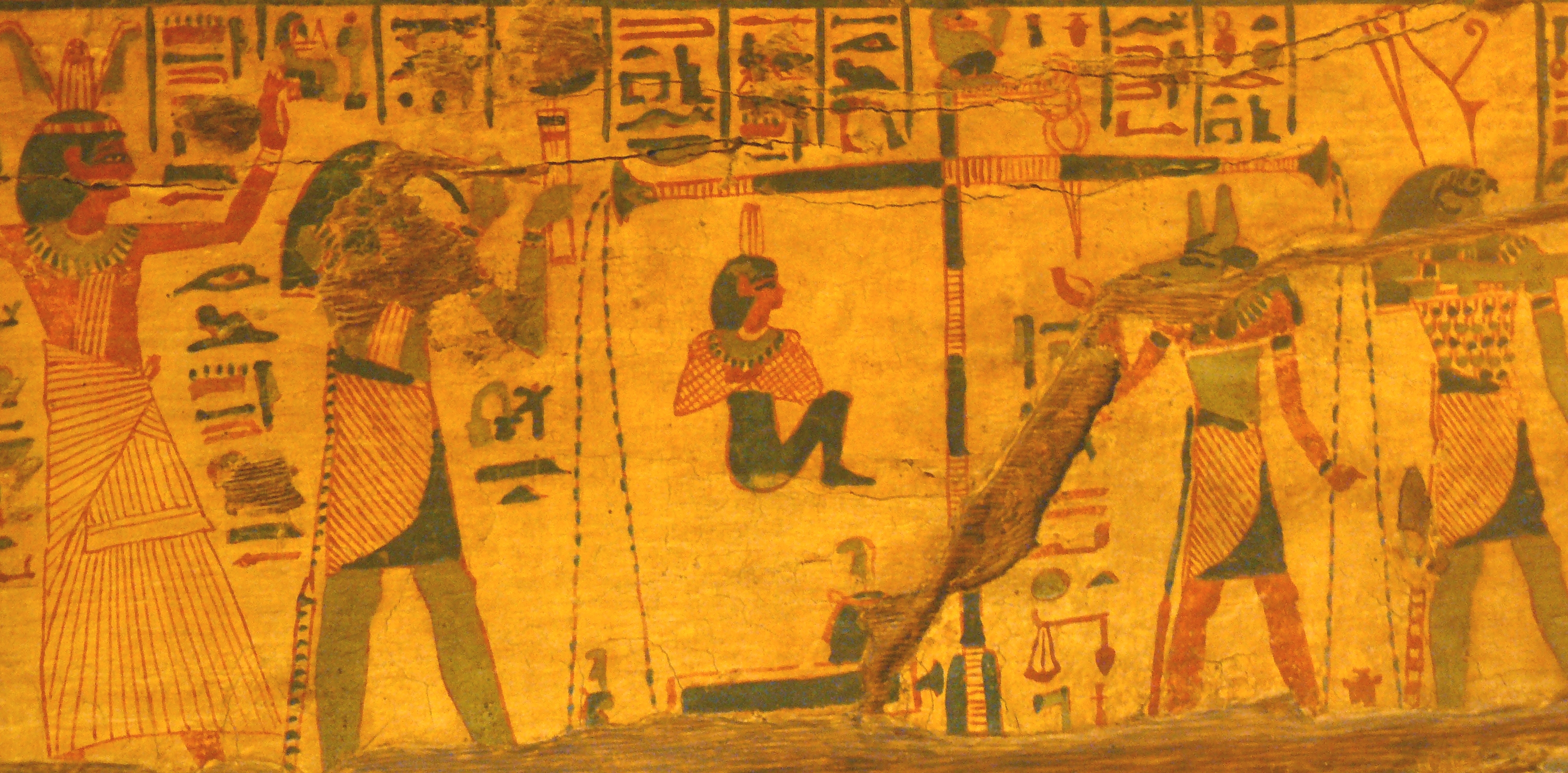
Mesenet representada com un "maó del naixement" en una escena de Pesatge del cor, pintat en un taüt.
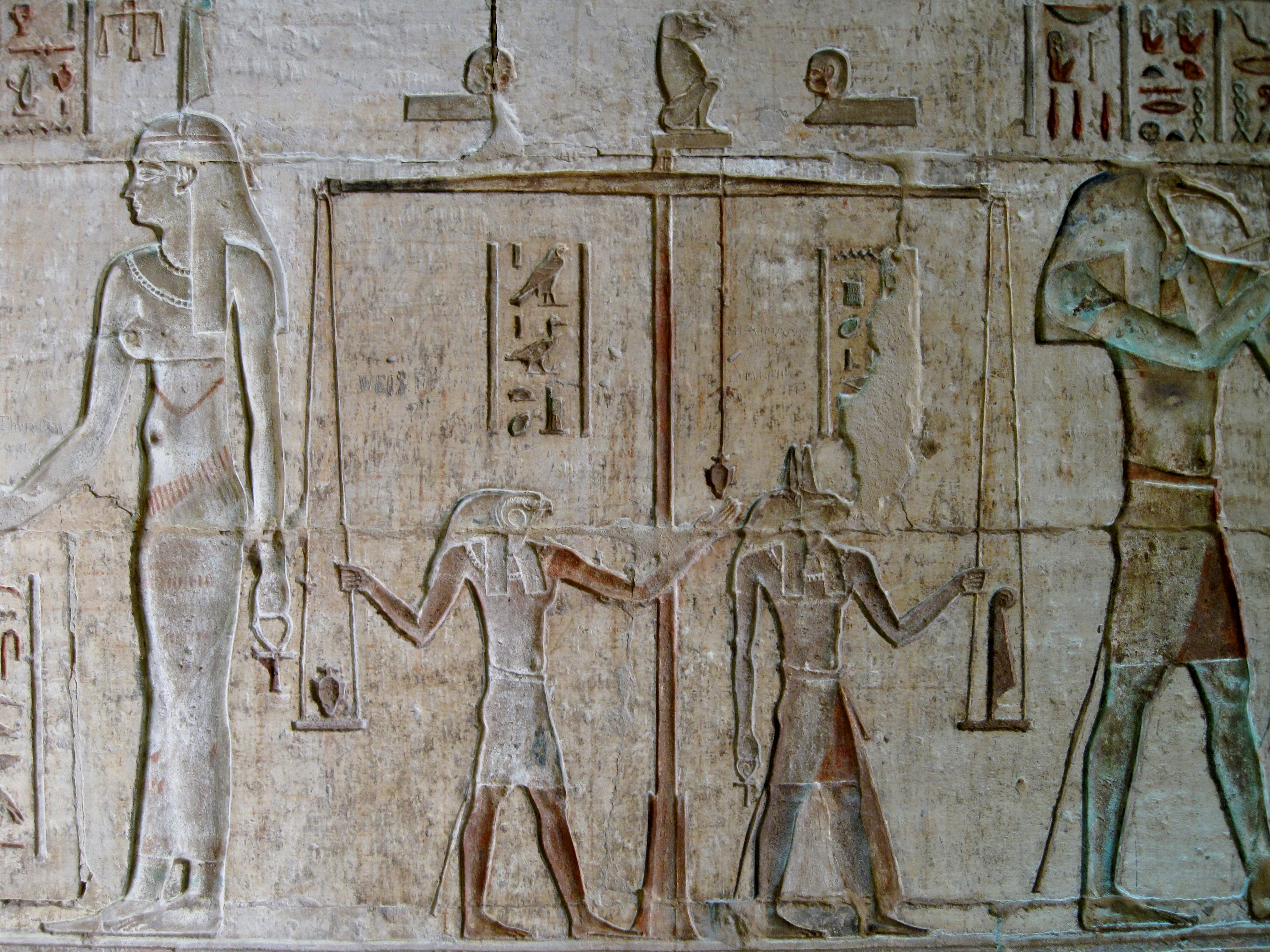
Meskhenet representada com un "maó del naixement", al damunt de la balança, en una escena del pesatge del cor al temple ptolemaic de Deir al-Madinah.